# Horwood, Lovacott and Newton Tracey
 (mai 2023).
Pour les articles homonymes, voir Horwood.
Horwood, Lovacott and Newton Tracey est une paroisse civile du Devon, située dans l'Angleterre du Sud-Ouest. Elle comprend les villages de Horwood et de Newton Tracey, et le hameau de Lovacott.